# سرجیو اسکالانته
سرجیو اسکالانته (انگلیسی: Sergio Escalante؛ زادهٔ ۹ مارس ۱۹۸۶) بازیکن فوتبال اهل آرژانتین است.